# ドリームガールズ (映画)
『ドリームガールズ』（原題: Dreamgirls）は、2006年公開のミュージカル映画。トム・アイン原作・作詞によるブロードウェイ・ミュージカルの『ドリームガールズ』が原作。またこの映画はジェニファー・ハドソンの歌手・女優ともにデビュー作である。

## 概要
黒人のレコード・レーベル、モータウンの伝説的な黒人女性グループスプリームスのメンバー、ダイアナ・ロス、メアリー・ウィルソン、フローレンス・バラードがモデル。
劇中でのグループ名はザ・ドリームズで、メンバーはそれぞれディーナ・ジョーンズ、ローレル・ロビンソン 、エフィ・ホワイトに置き換えられている。

## ストーリー
1960年代のアメリカいちの車の町であるデトロイト。その町のとあるライブハウスに、ディーナ・エフィ・ローレルの3人からなる「ドリーメッツ」がライブハウスの出演を賭けてオーディションを受けていた。その3人に目をつけたのが中古車ディーラーを営み、かつジミー・"サンダー"・アーリーのプロデューサーをしていたカーティス・テイラー・ジュニア。ジミーの女癖の悪さから彼のバックコーラスを失い、新しいバックコーラスを探していた。そこでドリーメッツの声を聞き、バックコーラスとして週$400で彼女たちを雇う。C. C.（エフィの兄）の作曲した"Cadillac Car"を聞き、これは売れると思ったカーティスは、レーベル「レインボー・レコード」（Rainbow Records）を立ち上げる。
黒人ラジオ局のみで流されたこの歌は、R&Bランクで1桁台の順位をたたき出すなどヒットとなったが、白人によって曲を盗まれる。カーティスはこのことから「金を使って白人ラジオ局にも流してもらおう」と、所有していた中古車を全て売り払い、ディーラーの跡地を本格的なスタジオとし、"Steppin' To The Bad Side" を発売する。その後ジミーのバックコーラスをしていたドリーメッツの3人は単独グループのザ・ドリームズとして活動し始める。しかしこの頃からエフィとその他のレインボー・レコードのメンバーの中に亀裂が走り始める。後日ある大事なショーのリハーサルを休んだエフィに業を煮やしたカーティスは、彼女を脱退させ、代わりに新メンバーを加入させてしまう。
新生ザ・ドリームズとなって数年後、ヒット曲を飛ばし続けるディーナたちはさらに人気となり、カーティスはアメリカ音楽界で名を馳せる存在となっていた。一方でカーティスはジミーの時代はもう終わったと彼に路線変更をさせイメージから作り変えることを画策する。ところが全国ネットの番組のステージでジミーは予定の歌を途中でキャンセルしラップに勝手に変更。かつてのジミーを演じ、挙句の果てにズボンまで下げてしまう。この失態からカーティスはジミーをクビにする。時を同じくしてC. C. はカーティスの横暴なやり方に反発して彼の元を去ってしまう。同じ頃、ソロ歌手として細々と活動を再開したエフィが、C. C. がエフィのためにと書いたとっておきの曲を歌い出すと、黒人ラジオ局で流れだしヒットの兆しを見せる。
しかしそれを快く思わないカーティスは、エフィの曲がまだ知名度が低いことにつけ込んで曲を盗み、曲の存在を知らないディーナの新曲として大々的に売り出す。数日後、映画出演のオファーが舞い込むディーナだったが、カーティスと意見が分かれて徐々にギクシャクし始める。その直後、ディーナは自身の新曲がエフィの曲を盗んだものだと知り電話で彼女に謝罪した後、カーティスから独り立ちすることを決める。そしてその数日後、多くのファンに惜しまれる中でザ・ドリームズの解散コンサートが開かれ、ディーナたちは最後のステージに上がる。

## キャスト
カーティス・テイラー・ジュニア
演 - ジェイミー・フォックス、日本語吹き替え - 咲野俊介
モータウン・レコードの創設者、ベリー・ゴーディ・ジュニアが基とされる。劇中のレインボー・レコードがモータウンに相当する。
冒頭でドリーメッツのマネジャー（実際にはプロデューサーのような立場）となる。もともとは中古車販売業の経営者。離婚歴がある独身。黒人の音楽を白人に奪われてきた歴史にうんざりしている。頭の回転が速くマネジメント力に優れており先見の明もあるが、自分の意見を優先しすぎて強引な言動をすることがある。
ディーナ・ジョーンズ
演 - ビヨンセ・ノウルズ、日本語吹き替え - 北西純子
ソロ歌手としても知られる、スプリームス（シュープリームス）のメンバー、ダイアナ・ロスが基とされる。
ザ・ドリームズ（冒頭でドリーメッツとして活動していたが、程なくして改名）のメンバー。エフィから「3人の中で一番キレイだが歌唱力は私の方が上手い」と言われている。基本的に謙虚な性格で、カーティスからリードボーカルを指名された際にも一度は断っている。カーティスのプロデュースでザ・ドリームズとしてヒット曲を出し、人気歌手の仲間入りを果たす。
エフィ・ホワイト
演 - ジェニファー・ハドソン、日本語吹き替え - 米倉紀之子
スプリームスのメンバー、フローレンス・バラードとソウル歌手のエタ・ジェイムスからインスパイアされている。
ザ・ドリームズのメンバー。率直な意見を言う性格なためよく愚痴をこぼしたり時に周りと衝突することがある。パンチのあるパワフルな歌声で歌唱力についてかなりの自信を持っており、人を褒めることはあっても歌唱力の評価だけは基本的に譲らない。カーティスを愛するようになる。ドリームメッツ時代ではリードボーカルを務めていたが、その後カーティスによりリードボーカルから外されて不満を持ち始める。
ローレル・ロビンソン
演 - アニカ・ノニ・ローズ、日本語吹き替え - 斉藤梨絵
スプリームスのメンバー、メアリー・ウィルソンからインスパイアされている。
ザ・ドリームズのメンバー。よく笑顔でいて、朗らかな性格で揉め事は嫌い。場の雰囲気を和ませる緩衝材のような存在感を持つ。時々わがままなエフィの言動に振り回される。ジミーのバックコーラスになった後彼と付き合うようになる。
ミシェル・モリス
演 - シャロン・リール 、日本語吹き替え - 遠藤綾
スプリームスのメンバー、シンディ・バードソングが基とされる。
エフィと入れ替わりで加入するザ・ドリームズの新メンバー。ちなみに加入後に放送されたテレビ番組のディーナの物語では、「同じ街で育ったディーナとローレルとミシェルの3人」と紹介されており、エフィはいなかったことにされている。加入した後、いつしかC.C.と恋愛関係になる。
C. C. ホワイト
演 - キース・ロビンソン 、日本語吹き替え - 根津貴行
モータウンの歌手でソングライターのスモーキー・ロビンソンからインスパイアされている。
エフィの兄。これまでにドリーメッツの振り付けや作曲作曲を担当。その後はカーティスとタッグを組み、ジミーやザ・ドリームズの曲を手がけるようになる。自身が作った楽曲に強いこだわりを持つ。
ジェームス・“サンダー”・アーリー（通称：ジミー）
演 - エディ・マーフィ、日本語吹き替え - 山寺宏一
“ジミー”アーリーはリトル・リチャード、ジェームス・ブラウン、サム・クック、ジャッキー・ウィルソン、ウィルソン・ピケット、マーヴィン・ゲイ等のソウル・R&Bシンガーからインスパイアされている。
デトロイトが誇るソウルシンガー。女好きで妻がいるにもかかわらず、仕事で共演するコーラスの女性たちに惚れやすい。いつからかストレスを感じるとヘロインを使用するようになる。
マーティー・マディソン
演 - ダニー・グローヴァー、日本語吹き替え - 宝亀克寿
ジミーのオリジナルのマネージャー。ジミーの女癖の悪さに手を焼かされるが、売れてない歌手たちには強気な態度で厳しい意見を言う。ジミーを育ててきたのは自分だと自負しているが、マネジャーとしての素質があるカーティスに嫉妬するようになる。
ウェイン
演 - ヒントン・バトル 、日本語吹き替え - 近藤広務
キャデラックのディーラーで、後にレインボーのレコード・プロデューサーになる。カーティスの部下。なお、バトルはかつての舞台でC. C. 役を演じている。

## ソング

### Act I
1. "I'm Lookin' For Something"  - The Stepp Sisters
2. "Goin' Downtown"  - Little Albert & the Tru-Tones
3. "Takin' The Long Way Home"  - Tiny Joe Dixon
4. "Move"  - The Dreamettes
5. "Fake Your Way To The Top"  - James "Thunder" Early & the Dreamettes
6. "Cadillac Car"  - James "Thunder" Early & the Dreamettes and Dave & the Sweethearts
7. "Steppin' To The Bad Side"  - Curtis Taylor Jr., C.C. White, Wayne, James "Thunder" Early & the Dreamettes, and Chorus
8. "Love You I Do"  - Effie White
9. "I Want You Baby"  - Jimmy Early & the Dreamettes
10. "Family"   - C.C. White, Effie White, Curtis Taylor Jr., Deena Jones, Lorrell Robinson
11. "Dreamgirls"  - The Dreams
12. "Heavy"  - The Dreams
13. "It's All Over"  - Effie White, C.C. White, Curtis Taylor Jr., Deena Jones, Lorrell Robinson, Michelle Morris
14. "And I Am Telling You I'm Not Going"  - Effie White
15. "Love Love Me Baby"  - Deena Jones & the Dreams

### Act II
1. "I'm Somebody"  - Deena Jones & the Dreams
2. "When I First Saw You"   - Curtis Taylor Jr.
3. "Patience"  - Jimmy Early, Lorrell Robinson, C.C. White, and Chorus
4. "I Am Changing"  - Effie White
5. "Perfect World"  - The Campbell Connection
6. "I Meant You No Harm"  - Jimmy Early
7. "Jimmy's Rap"  - Jimmy Early
8. "Lorrell Loves Jimmy"  - Lorrell Robinson
9. "Family (Reprise)"  - Deena Jones & the Dreams
10. "Step On Over"  - Deena Jones & the Dreams
11. "I Miss You Old Friend"  - Jazz Singer
12. "Effie, Sing My Song"  - C.C. White and Effie White  (deleted from theatrical version, present on DVD)[9]
13. "One Night Only"  - Effie White
14. "One Night Only (Disco)"  - Deena Jones & the Dreams
15. "Listen"  - Deena Jones
16. "Hard To Say Goodbye"  - Deena Jones & the Dreams
17. "Dreamgirls (Finale)"  - Effie White with Deena Jones & the Dreams

## 映画製作

### プリプロダクション
ドリームガールズの映画化は1980年代、1990年代にも試みられたが、スプリームスとモータウンの物語を演じ、6つのトニー賞を獲得したブロードウェイ・ミュージカルから離れたものとして実現しなかった。同ミュージカルの出資元のひとりであり映画化の権利を持つデヴィッド・ゲフィンはそれらの映画化を断った。ゲフィンは、1987年に亡くなったドリームガールズの舞台監督であるマイケル・ベネットの死後、作品の完全性を維持する必要があると述べた。同年、当時ワーナー・ブラザース関連のゲフィン・ピクチャーズの映画製作会社を経営していたゲフィンは、ブロードウェイの作詞家でプロデューサーのハワード・アッシュマンと、ディーナを演じるホイットニー・ヒューストンを売りにする映画として映画化を始めた。ところがホイットニー・ヒューストンは主演のディーナだけでなくエフィの歌も歌いたいと希望し（特に "And I Am Telling You I'm Not Going"）、映画化は最終的に放棄された。
自身のゲフィン・ピクチャーズを吸収したドリームワークスを共同設立した1994年、ドリームガールズの映画化権はワーナー・ブラザースの手にあった。ワーナーは、タッチストーン・ピクチャーズのティナ・ターナーの伝記映画 "What's Love Got to Do It" の成功に続いてジョエル・シュマッカー監督と脚本家のティナ・アンドリュースとともに1990年代遅くまでには映画化を進める予定だった 。 シュマッカー監督は、ローリン・ヒルがディーナを演じ、ケリー・プライスがエフィーを演じることを計画していた。ワーナーのフランキー・ライモンの伝記映画 "Why Do Fools Fall in Love" が興行で失敗した後、ワーナーのスタジオはドリームガールズの映画化を中止した。
ドリームワークスによるドリームガールズの映画化は、ブロードウェイ・ミュージカルのシカゴの映画版が興行で成功し、アカデミー賞を獲ったのを待って行われた。 シカゴの脚本を書いた脚本家兼監督のビル・コンドンは、2002年後半にハリウッドのホリデーパーティーでプロデューサーのローレンス・マークと会い、2人はコンドンの長年の「夢のプロジェクト - ドリームガールズの映画化」について話し合った。2人はゲフィンと夕食をともにし、コンドンがドリームガールズの脚本を書くことの許可を首尾よく納得させた。コンドンは、アルフレッド・キンゼイの伝記映画である『愛についてのキンゼイ・レポート』（2004年）を制作するまで、ドリームガールズの脚本に取り掛からなかった。ゲフィンのもとへ最初の下書き脚本を送った2005年1月、コンドンの脚本によるドリームガールズの映画化に青信号が灯った。

### ミュージカルから映画への変更点
ミュージカルのストーリーの多くはそのまま残したものの、多くの目立つ変更が加えられた。ドリームズの故郷の設定は、シカゴからスプリームスとモータウン・レコードの実の故郷であるデトロイトに移された。 ゲフィンの提案に従って、多くの登場人物は、より実生活に密接した脚色が行われた。
ドリームガールズの映画化権を持つワーナー・ブラザースは、ドリームワークスとの共同制作に合意した。しかしながら配役は完了したあとであり映画予算は7,300万ドルにまで膨らんでおり制作を中止した。共同制作の責任者であるゲフィンはパラマウント映画社を共同出資社に招き入れドリームガールズを世に出した。その制作の過程でパラマウントの親会社であるバイアコムはドリームワークスを買収し2つのスタジオを傘下に入れ、うち古参のスタジオにはドリームワークスに代わってアメリカでの配給権を与えた。完成した映画の制作予算は7,500万ドルで、ドリームガールズは映画史上、全員が黒人のキャストを擁する、最も高価な映画になった。

### キャスティングとリハーサル
マークとコンドンは、制作前からカーティス・テイラー・ジュニアとジェームス・“サンダー”・アーリーの役にそれぞれレコード業界での経験を持つ俳優である、ジェイミー・フォックスとエディー・マーフィを起用することを意図してプリプロダクションを開始した。カーティス役のオファーを受けたフォックスはドリームワークスの提示したギャラと折り合わず最初は役を断った。デンゼル・ワシントン、ウィル・スミス、テレンス・ハワードもカーティス役にとアプローチした俳優の中にいた。一方でエディー・マーフィは、ドリームワークスの共同創設者のひとりジェフリー・カッツェンバーグによって役を演じるべきだと確信しジミー・アーリー役を承諾した。
コンドンは3人のザ・ドリームズのメンバーには比較的知られていない女優を配そうとしたが、R&B歌手のビヨンセ・ノウルズはディーナ・ジョーンズ役を演じるべく売り込み、スクリーンテストにパスした後、役を射止めた。ジェイミー・フォックスは、エディー・マーフィとビヨンセとが出演契約にサインしたと知り、フォックスは考え直し、ドリームワークスの提示した低いギャラでカーティス役を演じることを受け入れた。
当初C. C. ホワイトはR&Bスターのアッシャーがキャスティングされていたが、契約交渉は失敗した。アッシャーは映画製作プロジェクトに半年も捧げることができなかった。またアウトキャストのアンドレ・3000もC. C. ホワイト役にオファーを受けたものの辞退した。R&B歌手のオマリオンも検討されたが、最終的には歌手であり俳優のキース・ロビンソンがC. C. ホワイト役になった。
ローレル・ロビンソンは、ブロードウェイミュージカルのベテランでトニー賞を受賞したアニカ・ノニ・ローズが、広範なオーディションを経て演じることとなった。ローズは 5 ft. 6 in. (157.5 cm) と他の共演者より大幅に身長が低く、映画の大部分で4, 5インチ (10.2 - 12.7 cm) のヒールを履いて演じなければならなかった。このことで彼女は後に後に不快感を述べた。
エフィ・ホワイト役を含む決定は物語の感情的な中心でもあり最も肝要であった。映画製作者は、原作のブロードウェイで同役を演じた当時21歳のジェニファー・ホリデイをキャストするのと並行して、その役割で比較的未知のタレントをキャストすることを主張した。アイドルオーディション番組アメリカン・アイドルの卒業生であるファンテイジア・バリーノとジェニファー・ハドソン。、元ディズニースターのレイブンシモーネ、ブロードウェイスターのカパシア・ジェンキンス、パティーナ・ミラーなど、合計783人の歌う女優がエフィ・ホワイト役のオーディションを受けた。バリーノはホワイト役の初期の最有力候補として浮上したが 最終的にはジェニファー・ハドソンが選ばれた。バリーノいわく、ハドソンに電話をかけ、ハドソンが「（バリーノの）役を盗んだ。」と冗談めかして不平を言ったという。
ハドソンはエフィ・ホワイト役を演じるにあたり20ポンド (9.1 kg) 太る必要があり、それは同時に彼女のデビュー映画のパフォーマンスを獲得することとなった。ハドソンのキャスティングについてコンドンは、最初は自分が正しい決断をしたとは確信していなかったが、「他の人を信じていなかった」ために彼女は何度かオーディションを受け、本能的にハドソンを本能的に選んだ、と回想している。
2005年11月にハドソンがキャストされた後、ドリームガールズのキャストは、コンドンと振付師のファティマ・ロビンソン、ミュージックビデオ業界のベテランであるアーコモン・"AJ"・ジョーンズとの大規模なリハーサルを開始した。その間、音楽制作クルーは俳優やスタジオミュージシャンと一緒に映画の曲を録音し始めた。 リハーサルは2005年のクリスマス直前に終了したが、コンドンは、エフィの「歌姫」のキャラクターを完全なものとすべく、ハドソンを1週間のマンツーマンリハーサルに呼び戻した。ハドソンは、粗野であることを求められまた、（役づくりのため）セットでもオフでも遅く来る必要があった。そのため彼女とコンドンは、エフィの筋とシーンとを週を通して調べた。
ブロードウェイのオリジナル作品でローレルを演じたロレッタ・デヴァインは、「I Miss You Old Friend」という曲を演奏するジャズ歌手としてカメオ出演している。 映画に登場するもう1人のドリームガールズのベテランはヒントン・バトルで、ヒントン・バトルはステージ上のジェームス・“サンダー”・アーリーの夏の交代で、この映画ではカーティスの部下ウェイン役として出演している。

### 主要撮影
主要撮影は2006年1月6日、"Steppin' to the Bad Side" の前半のダンス映像の撮影から始まり、後に映画から削除された。この映画は主にロサンゼルスセンタースタジオのサウンドステージとロサンゼルスエリアのロケ地で撮影され、2番目のユニットの映像はデトロイト、マイアミ、ニューヨーク市で撮影された。受賞歴のあるジュールス・フィッシャーとペギー・アイゼンハウアーのブロードウェイ照明チームは、映画のミュージカルナンバーの劇場照明技術を再現するために起用された。
ビヨンセは、1970年代の成熟したディーナ・ジョーンズに若いバージョンのキャラクターとは異なる外観を与えるため、体重を減らすことを選択した。 水、レモン、メープルシロップ、カイエンペッパー（「マスタークレンズ」として広く知られている）の食事に固執することで、ビヨンセは急速に20ポンド (9.1 kg) を失い、映画製作が終了するとそれを取り戻した。
2006年4月8日早朝、撮影終了まで意図的に保存されていたジェニファー・ハドソンのミュージカルナンバー "And I Am Telling You I'm Not Going" の撮影に4日を費やした後、撮影は完了した。当初はこのシーンを1日で撮る予定だったが、コンドンは "And I Am Telling You" のシーンの撮影を終了するために追加の時間とお金を要求することを余儀なくされた。これはハドソンの声がミュージカルナンバーの撮影から4時間後になって声が「仕上がる」ためであった。またしわがれている間はもっともらしくリップシンクすることができなかったためである。 "And I Am Telling You" は元のミュージカルでジェニファー・ホリデイが歌った目の見張るようなナンバーだったため、このシーンは製作に携わった関係者全員をして、映画の中心的存在であると感じていた。

### 映画音楽
ドリームガールズの音楽監督であるランディ・スペンドラブとマット・サリバンはR&B制作チームのアンダードッグス（ハーベイ・メイソン・ジュニアとデーモン・トーマス）を雇い、現代のR&B・ポップスの感性を反映させるべくヘンリー・クリーガーとトム・アインの楽曲を再構成させた。ポストプロダクション中に、作曲家のスティーブン・トラスクは、映画に追加の楽曲を提供する契約を結んだ。ブロードウェイのオリジナルの曲から数曲、特にローレルのソロ "Ain't No Party" は採用されなかった。
4曲の新曲 "Love You I Do", "Patience", "Perfect World" と、 "Listen" のが、映画では追加された。いずれもオリジナルのミュージカルで作曲を務めたヘンリー・クリーガーが作曲した音楽のイメージを際立たせている。トム・アインが1991年に亡くなったため、さまざまな作詞家がクリーガーによって連れてこられ、新しい曲を共作した。サイーダ・ギャレット作詞の "Love You I Do" は映画ではレインボーレコードのスタジオでのリハーサル中に演奏された。ウィリー・アーレ作詞の "Patience" はジミー、ローレル、C. C. とゴスペル合唱団がジミーのメッセージ性の強い歌として録音するシーンで演奏された。"Perfect World" もサイーダ・ギャレットの作詞によるもので、レインボーレコード10周年記念の番組ライブ中で、ジャクソン5をイメージしたキャンベル・コネクションが歌っている。アン・プレヴェン作詞、スコット・カトラーとビヨンセ・ノウルズ作曲の "Listen" は、映画の後半でディーナの心情を吐露する決定的な瞬間として提示される。
2006年夏のプレビュー上映後、音楽の量に対する視聴者の否定的な反応により、数分に相当する音楽映像が映画から削除された。この中には1本のミュージカルナンバー "Effie, Sing My Song" が含まれており、この部分は会話バージョンに置き換えられた。
サウンドトラックアルバム "Dreamgirls: Music from the Motion Picture" は、ハイライトを含むシングルディスクバージョンと、すべての曲を含むダブルディスク「デラックスバージョン］との両方で、12月5日にミュージックワールドエンターテイメント / コロムビア・レコードより発売された。シングルディスクバージョンは販売が低迷する週である2007年1月初旬に Billboard 200 で最高の1位を記録している。"Listen" は、ビヨンセをフィーチャーしたミュージックビデオによってサポートされた、サウンドトラックからの最初の公式シングルである。また、"And I Am Telling You I'm Not Going" はサウンドトラックからの2番目のシングルである。当初はオリジナル映像のミュージックビデオが計画されていたが、最終的に "And I Am Telling You" で公開されたビデオは、実際の映画の対応するシーン全体で構成されていた。

## 受賞歴
（ノミネート含む。太字は受賞）
- アカデミー賞
  - 助演男優賞（エディ・マーフィ）ノミネート
  - 助演女優賞（ジェニファー・ハドソン）
  - 美術賞ノミネート
  - 衣装デザイン賞ノミネート
  - 音響賞
  - 歌曲賞ノミネート 
    - "Listen"（ヘンリー・クリーガー、スコット・カルター、アン・プレヴェン）
    - "Love You I Do"（ヘンリー・クリーガー、サイーダ・ギャレット）
    - "Patience"（ヘンリー・クリーガー、Willie Reale）
- African-American Film Critics Association Awards 2006
  - Best Picture
  - Best Supporting Actor（エディ・マーフィ）
  - Best Supporting Actress（ジェニファー・ハドソン）
  - Best Director（ビル・コンドン）
- アメリカン・フィルム・インスティチュート（AFI）賞2006
  - Movies of the Year - Inclusion
- 英国アカデミー賞[注 1][45]
  - 助演女優賞（ジェニファー・ハドソン）
  - Best Film Music (The Anthony Asquith Award)
- Black Reel Awards
  - Best Film
  - Best Actor（ジェイミー・フォックス） - Nomination
  - Best Actress (Beyoncé Knowles) - Nomination
  - Best Supporting Actor（エディ・マーフィ） - Nomination
  - Best Supporting Actress（ジェニファー・ハドソン）
  - Best Breakthrough Performance（ジェニファー・ハドソン）
  - Best Original Score（ハーヴェイ・メイソン・Jr、デモン・トーマス）
  - Best Original Soundtrack (DreamWorks SKG/Music World/Columbia)
  - Best Song, Original or Adapted
    - "And I Am Telling You I'm Not Going"（ジェニファー・ハドソン）
    - "Listen"（ビヨンセ・ノウルズ） - Nomination
    - "One Night Only"（ジェニファー・ハドソン） - Nomination
- Broadcast Film Critics Association
  - Best Picture - Nomination
  - Best Supporting Actor（エディ・マーフィ）
  - Best Supporting Actress（ジェニファー・ハドソン）
  - Best Acting Ensemble - Nomination
  - Best Director（ビル・コンドン） - Nomination
  - Best Song "Listen"（ヘンリー・クリーガー、スコット・カルター、アン・プレヴェン、ビヨンセ・ノウルズ）
  - Best Soundtrack
- ゴールデングローブ賞
  - 作品賞（ミュージカル・コメディ部門）
  - 主演女優賞（ミュージカル・コメディ部門）（ビヨンセ・ノウルズ）ノミネート
  - 助演男優賞（エディ・マーフィ）
  - 助演女優賞（ジェニファー・ハドソン）
  - Best Original Song in a Motion Picture（"Listen"; music & lyrics by ヘンリー・クリーガー、スコット・カルター、アン・プレヴェン、ビヨンセ・ノウルズ）ノミネート
- NAACP Image Awards
  - Outstanding Motion Pictureノミネート
  - Outstanding Actor in a Motion Picture（ジェイミー・フォックス）ノミネート
  - Outstanding Actress in a Motion Picture（ビヨンセ・ノウルズ）ノミネート
  - Outstanding Supporting Actor in a Motion Picture（ダニー・グローヴァー）ノミネート
  - Outstanding Supporting Actor in a Motion Picture（エディ・マーフィ）ノミネート
  - Outstanding Supporting Actress in a Motion Picture（ジェニファー・ハドソン）
  - Outstanding Supporting Actress in a Motion Picture（アニカ・ノニ・ローズ）ノミネート
  - Outstanding Album (Dreamgirls Soundtrack)
- Satellite Awards 
  - Best Motion Picture, Comedy or Musical
  - Best Director（ビル・コンドン）
  - Best Actress in a Motion Picture, Comedy or Musical（ビヨンセ・ノウルズ） - Nomination
  - Best Actress in a Supporting Role（ジェニファー・ハドソン） - Nomination
  - Best Screenplay - Adapted（ビル・コンドン） - Nomination
  - Best Original Song- 
    - "Love You I Do" (Henry Krieger, Siedah Garrett) - Nomination
    - "Listen"（ヘンリー・クリーガー、スコット・カルター、アン・プレヴェン、ビヨンセ・ノウルズ） - Nomination

  - Film Editing (Virginia Katz) - Nomination
  - Sound (Editing & Mixing) (Willie Burton, Michael Minkler, Bob Beemer, Richard E. Yawn) - Winner
  - Art Direction & Production Design (John Myhre, Tomas Voth, Nancy Haigh) - Nomination
  - Costume Design (Sharen Davis) - Nomination
- Screen Actors Guild Awards
  - Outstanding Performance by a Cast in a Motion Picture - Nomination
  - Outstanding Performance by a Female Actor in a Supporting Role（ジェニファー・ハドソン） - Winner
  - Outstanding Performance by a Male Actor in a Supporting Role（エディ・マーフィ）

## 実話との相違点
劇中の「ザ・ドリームス」のモデルとなったのは、スプリームスであるが、実話とは異なる相違点が幾つかある。
- 音楽プロデューサーのカーティス・テイラー・Jrのモデルは、ベリー・ゴーディ・ジュニア。劇中では中古車販売業から音楽業界に乗り出すことになっているが、実際にはスプリームス結成当時には、すでにモータウンを創設、社長を務めていた。
- 映画では、プロデューサーに肉弾戦を繰り広げたり、大物歌手に取り入ろうとする姿が描かれる。モータウンの創設者ベリーは、最初からダイアナ・ロスがお気に入りで自らもモーションをかけ、ダイアナはこれに答えた。ダイアナとベリーは長い間男女関係にあり、ダイアナの長女はベリーの子供で認知もしている。
- 劇中で「クレオパトラ」を映画化する[注 2]というシーンがあるが、実際はダイアナ・ロス主演、シドニー・ルメット監督による「ウィズ」（原題：The Wiz）（1978年）（当時つくられた黒人版のオズの魔法使いの映画）を指している。ディーナが「少女の役だ」と言っている意味が判る。
- Cadillac Carを白人に盗作されたシーンは、チャック・ベリーの「スウィート・リトル・シックスティーン」をビーチ・ボーイズが「サーフィン・U.S.A.」として発表したことを暗喩している。
- エフィが首となり、ディーナが独立を決めた後、解散コンサートでエフィが登場し、バラバラになった3人娘が再び共演するというパフォーマンスとなっているがこれは脚色。エフィのモデルになったフローレンスがグループ脱退後、メンバーと同じステージに立った事実はなく、アルコール中毒により32歳で亡くなっている。[46]